# Nyugotszenterzsébet
Nyugotszenterzsébet is een plaats (község) en gemeente in het Hongaarse comitaat Baranya. Nyugotszenterzsébet telt 241 inwoners (2001).